# コリアケラトプス
コリアケラトプス(Koreaceratops)は韓国の白亜系下部アルビアン階の岩石から発見された基盤的な角竜類恐竜の属。後肢の一部、坐骨および一連の関節状態の脊椎骨からなる標本KIGAM VP200801に基づいて記載された。この標本は、華城市でタンド防波堤に組み込まれていた砂岩ブロックから発見され、切断された標本から、採石の前にはそれ以上のものが存在していたことを示唆している。防潮堤は1994年に建設され、その後華城市職員が化石に気づき、2008年に古生物学者のもとに持って来られた。標本はおそらくタンド層に由来するとされる。この非公式に命名された累層の上部は1億300万年±50万年前と推定されている。コリアケラトプスは2011年に李隆濫らによって記載された。属名は韓国を意味するKoreaとギリシャ語で角を意味するκερας/ keras、顔を意味するοψις/ opsisを組み合わせたもの。タイプ種はK.hwaseongensisで種小名は華城市にちなんでいる。

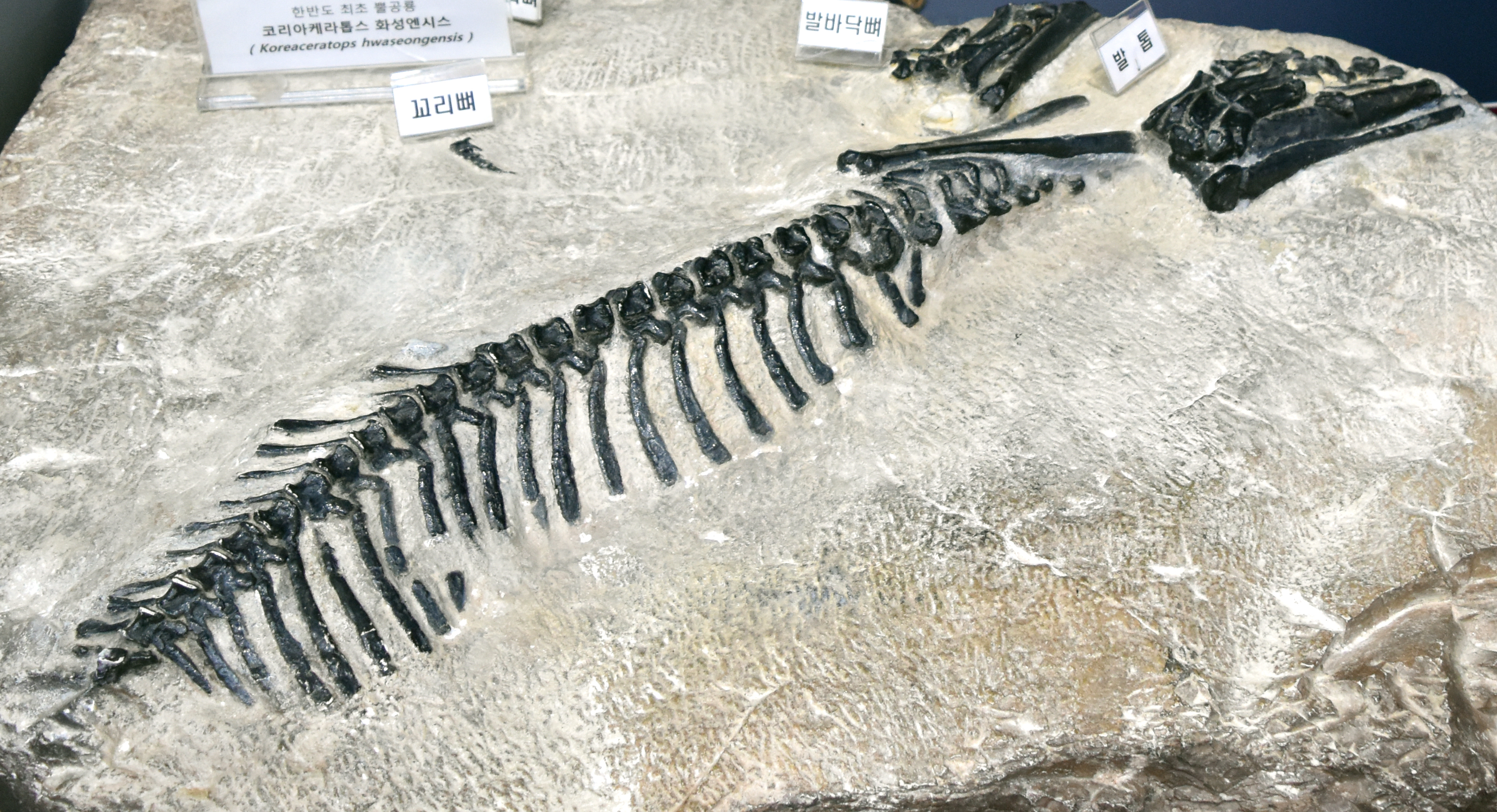
コリアケラトプスの化石。（後足と尾の部分）

コリアケラトプスは尾椎の背神経棘と距骨の構造において特徴的である。遠位の椎骨の一部では神経棘の高さが付随する椎体の5倍を超えている。また李らは他の複数の角竜類も尾椎骨に背の高い神経棘を持っていたことを指摘している。この特性は角竜類の複数の分岐群にみられ、水泳のための適応として恐らく独立に進化したと仮定した。李らの系統解析によればコリアケラトプスはアーケオケラトプスとより派生的な角竜類の間に位置する。